# Chafariz de Grandjean de Montigny
O Chafariz de Grandjean de Montigny, também conhecido como Chafariz da Praça Onze de Junho ou Chafariz da Praça Afonso de Vizeu, é uma fonte de água de autoria do arquiteto francês Auguste Henri Victor Grandjean de Montigny, construído no ano de 1846. Atualmente está localizado na Praça Afonso de Vizeu, no Alto da Boa Vista, bairro da cidade do Rio de Janeiro.
O chafariz de Grandjean de Montigny é um patrimônio cultural tombado pelo Instituto do Patrimônio Histórico e Artístico Nacional (IPHAN), na data de 11 de maio de 1938, sob o processo de nº 154-T-1938.

## História
No ano de 1846, o arquiteto francês Grandjean de Montigny foi contratado para projetar um chafariz para ornar o centro da praça de Rocio Pequeno, posteriormente chamada de praça Onde de Junho, na Rua do Aterrado (Atualmente Rua Senador Euzébio).
A princípio, o chafariz foi projetado com duas bacias, oito carrancas e outras estruturas para tornar o chafariz uma obra decorativa. Mas o construtor não executou a obra conforme o projeto e durante as construções houve protestos, por parte dos professores da Academia de Belas Artes, referente às inspeções das obras públicas.
Em 1943, por causa da construção da Av. Presidente Vargas, o chafariz foi transferido para Praça Afonso de Vizeu, no Alto da Boa Vista.

## Construção
O chafariz foi construído em cantaria, bronze e ferro. Sobre uma base elevada de formato circular foi construído uma bacia que é acessada por duas escadarias, que são intercaladas por tanques, que em seu topo há um gradil de ferro. No centro da bacia há um pedestal cilíndrico que sustenta uma taça e no centro da taça foi instalado uma pinha de bronze. No pedestal cilíndrico, há quatro carrancas de cabeça de leão em bronze.